# Rolf Theodor Schuster
Rolf Theodor Schuster (* 10. August 1960 in Memmingen, Bayern) ist ein deutscher Diplomat.

## Leben
Nach dem Abitur studierte Schuster von 1979 bis 1985 Betriebswirtschaftslehre und Biologie an der Ludwig-Maximilians-Universität München und schloss dieses Studium 1985 mit der Diplomprüfung im Fach Betriebswirtschaftslehre ab. Im Anschluss studierte er zwischen 1986 und 1988 Physik und Mathematik.
1989 trat er in den Auswärtigen Dienst ein und schloss 1991 die Laufbahnprüfung für den höheren Dienst ab. Zugleich erfolgte 1991 seine Promotion zum Doktor der Wirtschaftswissenschaften an der Westfälischen Wilhelms-Universität Münster mit einer Dissertation zum Thema Hysterese auf Arbeitsmärkten: eine Untersuchung zur empirischen Relevanz der stochastischen Katastrophentheorie.
Nach einer Verwendung von 1991 bis 1994 als Mitarbeiter der Ständigen Vertretung bei der OSZE in Wien, war er Referent in der Protokollabteilung des Auswärtigen Amtes und danach von 1998 bis 2000 Ständiger Vertreter des Generalkonsuls in Houston. Nach seiner Rückkehr war er zuerst im Referat für Controlling des Auswärtigen Amtes tätig und danach von 2001 und 2004 Leiter der IT-Strategie sowie schließlich zwischen 2004 und 2008 Chief Information Officer des Auswärtigen Amtes.
Von 2008 bis 2011 war Schuster Gesandter und Leiter des Politischen Referats der Botschaft in Spanien. Von 2011 bis 2014 war er Generalkonsul in Dschidda, von wo er nach Seoul und anschließend nach Berlin versetzt wurde.

## Schriften
- Hysterese auf Arbeitsmärkten: eine Untersuchung zur empirischen Relevanz der stochastischen Katastrophentheorie, Bergisch Gladbach 1991, ISBN 3-89012-265-5 (Dissertation)

| Personendaten    | Personendaten          |
| ---------------- | ---------------------- |
| NAME             | Schuster, Rolf Theodor |
| KURZBESCHREIBUNG | deutscher Diplomat     |
| GEBURTSDATUM     | 10. August 1960        |
| GEBURTSORT       | Memmingen, Bayern      |